# ディスクス (インドネシアのバンド)
ディスクス（Discus）は、ロック、ジャズ、クラシック、メタル、インドネシアの伝統音楽の要素を融合させたインドネシアのプログレッシブ・ロック・グループ。 ディスカスは1996年に結成され、現在までに2枚のアルバムをリリースしている。
その結成は、イワン・ハサンとアント・プラボエの出会いから始まった。 その後、彼らはファディル・インドラを誘った。
日本ではNHK-FMで2011年10月10日に放送された、「今日は一日プログレ三昧、再び」で紹介され、プログレファンの注目を浴びた。

## 海外公演
ディスクスは海外での公演も多い。 サンフランシスコの 「ProgNight」、ニューヨークの 「Knitting Factory」、ノースカロライナの 「Prog Day」など。 いずれもアメリカで開催された
ディスクスは2001年にメキシコのバハで開催された『BajaProg』、2005年にスイスのプラッテルンで開催された『Progsol』、最近では2005年にドイツのヴュルツブルクで開催された『FreakShow』にも出演している。
実際、ディスクスは2007年にドイツのバート・ドーベランで開催されたザッパラーネ・フェスティバルにも出演する予定だった。 ディスカスはインドネシアだけでなく、アジア大陸の代表でもある。

## アルバム
ディスカスは2枚のアルバムをリリースしている。インドネシアではAquarius Musikindoから、世界ではMellow Records Italyからリリースされた 『1st』と、日本で2003年にGOHAN RECORDSから先行販売され、インドネシアではPRS / Sony Musicから、世界ではMusea Records Franceからリリースされた『...トット リヒト！"光へ！"』で、合計約20,000枚を売り上げた。
2004年、ディスカスはアルバム『...Tot Licht！』の収録曲Anneで "Anugerah Musik Indonesia 2004 "賞と "Best Progressive Rock Band "賞を受賞。

## 評価
Allmusicのフランソワ・クチュールによる2ndアルバム『...トット リヒト！"光へ！"』のレビューではこのように力の入った評価が為されている：「警告：これは普通のプログレッシブ・ロック・アルバムではない。 ディスカスはインドネシアのミスター・バングルと言えるかもしれない。 スタイル・サーフィンという点ではそれほど狂暴ではないし、マイク・パットンのような狂気のシンガーもいないが、名人芸、折衷主義、ヘヴィ・ロッキングという点ではミスター・バングルに匹敵する。 5人のリード・シンガーを擁するこの8人編成のグループ（トリオ編成がほとんどないプログレでは贅沢なことだ）は、ヘビーメタル、フュージョン・ジャズ、コンテンポラリー・クラシック、シンフォニック・プログレッシブ・ロック、インドネシアの伝統音楽の間を飛び回り、たいてい10分の1曲の中でこれらすべてのベースに触れる。 ヴォーカル・パートは複雑で、男性ヴォーカルと女性ヴォーカルが組み合わされ、複数のシンガーがリードを取り合い、時には複雑なポリフォニック・セグメントに加わる。 アレンジは変幻自在で、時には残酷なほどだが、一般的なロック音楽の楽器に加え、ヴァイオリン、クラリネット、バスクラリネット、フルート、サックス、そして民族的なパーカッションがふんだんに使われている。 反システム的な歌詞の "System Manipulation "は、特にこのグループのヘヴィメタル・シンガーが歌うと、あまりに直接的でナイーブだが、この曲ではディスカスの特質（ポリフォニックなパッセージ、ヘヴィメタル・ギターとクラシカルなバス・クラリネットの対照的なセクションなど）がすべて発揮されている。 "Verso Kartini "は、英語以外の言語（おそらくマレー語）で歌われた唯一の曲である。 より規律正しく、ヴィンテージ・イタリアン・プログレを強く想起させる。 最も長い19分超の "Anne"（アンネ・フランクの日記からの改作）は、最も大げさでプログレッシブな曲である。 パッチワークのようにスタイルが飛び交っているが、音楽は決してちぐはぐには聞こえない。 お薦めである。」

## ディスコグラフィー

### アルバム
- 1st - (1999) Aquarius Musikindo / Meloow Records Italia / ARCANGELO ※2024年日本盤リイシュー
- ...トット リヒト！"光へ！" ...Tot Licht! - (2003) GOHAN RECORDS / PRS / Sony Music Indonesia / MuseaReords Perancis / ARCANGELO ※2024年日本盤リイシュー

## メンバー
- イワン・ハサン - ヴォーカル、ギター、キーボード、21弦ハープギター
- ファディル・インドラ - キーボーディスト、セカンド・ヴォーカル、パーカッション、リンディック
- アント・プラボー - クラリネット、フルート、サックス
- キキ・カロー - ベース、セカンド・ボーカル
- エーコ・パルティトゥール - ヴィオラ、セカンド・ボーカル
- ユユン - セカンド・ボーカル、パーカッション
- クリスナ・プラメスワラ - キーボード
- ハユナジ - ドラム